# LULLABY (ZYYGの曲)
『LULLABY』（ララバイ）はZYYGの9枚目のシングル。

## 楽曲解説
テレビ朝日系『超次元タイムボンバー』の2代目エンディングテーマで、100位以内にランクインした最後の作品。

## 収録トラック
1. LULLABY
作詞・作曲：高山征輝　編曲：ZYYG
2. 雨に隠れた涙
作詞・作曲：高山征輝　編曲：ZYYG